# Ernst Theodor Amadeus Hoffmann
Ernst Theodor Amadeus Hoffmann - de fapt Ernst Theodor Wilhelm Hoffmann, cel de-al treilea prenume a fost ales mai târziu de către autor, din admirație pentru Mozart – a fost un scriitor, compozitor și pictor romantic german (n. 24 ianuarie 1776, Königsberg, Prusia – d. 25 iunie 1822, Berlin, Regatul Prusiei). Celebru mai ales ca prozator, el a cultivat genul nuvelistic, cel fantastic și al basmului cult.  Datorită pregătirii muzicale el a activat și ca libretist, teoretician și critic muzical. Unele dintre cele mai celebre povești și povestiri ale sale sunt Piticuț – zis și Cinabru, Spărgătorul de nuci, Elixirele diavolului, Urciorul de aur și Domnișoara de Scudery.

## Biografie
Fiu al unui jurist, Ernst Theodor a crescut din 1780, de la divorțul părinților, alături de mama sa în casa bunicilor de linie maternă. El se bucură de la o vârstă fragedă de o bună pregătire muzicală și se îndeletnici cu desenul, dovedind aptitudini mai ales în domeniul caricaturii. Despărțit de fratele său, el își petrecu copilăria într-un mediu de oameni în vârstă, a cărui austeritate deveni mai târziu o temă a prozei sale.
În orașul natal el frecventă cursurile elementare de la „Burgschule” și studie între 1792 și 1795 dreptul, conform tradiției de familie. Încă din timpul școlii îl legă o prietenie trainică de Theodor Gottlieb von Hippel (1775–1843). Altfel decât colegii săi, care se străduiau conform uzanțelor de atunci să-și însușească o cultură cât mai vastă, frecventând prelegeri de istorie, filologie sau filosofie, Hoffmann se mărgini la studiile de drept. După primul examen de stat el a activat ca referendar la Königsberg, locuind încă la bunici și dorind deja să se dedice artei. În 1796 deveni asesor al administrației de stat din Głogów (pe atunci Glogau) și în 1798 referendar la Kammergericht din Berlin. În această perioadă încheie logodna cu verișoara sa Minna Doerffer.
Cel de-al doilea examen de stat îl susținu cu succes în 1799 (după alte surse în 1800)  și se angajă după aceea ca asesor la Judecătoria din Poznań (Posen). În Poznań făcu cunoștință cu poloneza Maria Thekla Michalina Rorer-Trzynska, cu care se căsători în 1802, după ce anulă logodna cu Minna. În același an el fu transferat disciplinar la Płock, din cauza unor caricaturi apărute anonim, în care erau batjocorite oficialitățile prusace. În 1803 (după alte surse în 1804) el își continuă cariera în calitate de consilier de stat la Varșovia. Aici el veni prin intermediul amicului său Julius Eduard Hitzig (1780-1849) pentru prima oară în contact cu cercul romanticilor de la Berlin, din rândul cărora și-i alese ca prieteni pe muzicianul F. A. Morgenroth și pe poetul Zacharias Werner. La Varșovia Hoffmann preluă în 1806 postul de dirijor al „Societății Muzicale”. În același an trupele napoleoniene desființară administrația prusacă a Varșoviei, ceea ce determină, în vara lui 1807, plecarea lui Hoffmann la Berlin.
Lipsit în Berlin de orice mijloc de trai, Hoffmann se stabilește în septembrie 1807 în Bamberg. La teatrul din acel oraș el preia întâi funcția de capelmaistru, apoi și cea de compozitor de muzică de scenă și de asistent răspunzător cu decorurile. După închiderea teatrului în 1809 el se vede nevoit să supraviețuiască dând ore de pian și de canto. Atunci debutează și cu recenzii în paginile ziarului „Allgemeine Musikalische Zeitung”, făcând în același timp cunoștință cu mai mulți medici de ospiciu și purtând în anturajul lor numeroase discuții pe teme de psihologie, psihiatrie și magnetism. La Bamberg se îndrăgostește de o elevă de-a sa în vârstă de șaisprezece ani, Julia Mark. După ce părinții acesteia s-au îngrijit să o mărite, evitând astfel scandalul, Hoffmann părăsește orașul francon.
Între 1813 și 1814 scriitorul este numit director muzical al ansamblului lui Joseph Seconda, care susținea spectacole la Dresda și Leipzig. După diferențe cu Seconda el revine, în septembrie 1814, în serviciul de stat, în care avansează prin numirea în funcțiunea de consilier la „Kammergericht” de la Berlin (1816), apoi în calitatea de membru al unei comisii de anchetare a delictelor de trădare (1819) și de membru al Senatului de pe lângă Curtea Supremă de Apel (1821). Începând cu luna octombrie a anului 1814 Hoffman frecventează în mod regulat cercul literar format din Hitzig, Chamisso, de la Motte Fouqué, David Ferdinand Koreff ș. a., supranumit cercul „Fraților Serapion”. El întreține de asemenea relații de prietenie cu actorul Ludwig Devrient, precum și cu scriitorii Ludwig Tieck și A. F. Bernhardi.
În ianuarie 1822 i se confiscă de către autorități manuscrisul povestirii Meșterul Purece, în care era parodiată tagma funcționărimii prusace. Deja grav bolnav, Hoffmann mai apucă doar să conceapă o pledoarie împotriva acuzațiilor de denigrare a funcționarilor de stat, de lezmaiestate și de încălcare a regulilor de confidențialitate. Datorită acestei pledoarii, importantă pentru posteritate deoarece conține principiile poetologice ale scriitorului, este permisă publicarea povestirii sub o formă cenzurată. Lui Hoffmann i se interzice însă orice activitate literară. Acesta moare la data de 25 iulie 1822, din cauza unei boli a coloanei vertebrale.

## Opera literară
- 1814

Urciorul de aur („Der goldene Topf”), basm
Scrieri fantastice în maniera lui Callot (4 vol.), cu o prefață de Jean Paul
- 1815
- 1815-1816 Elixirele diavolului („Elixiere des Teufels”)
- 1816 Spărgătorul de nuci și regele șoarecilor (Nußknacker und Mausekönig)
- 1817 Nocturnele („Nachtstücke”)
- 1818

Meșterul Martin butnarul și calfele lui („Meister Martin der Küfner und seine Gesellen”), nuvelă
Minele din Falun („Die Bergwerke zu Falun”)
- 1819

Piticuț - zis și Cinabru („Klein Zaches, genannt Zinnober”)
Moș Ene („Der Sandmann”)
Consilierul Krespel („Rat Krespel”)
- 1819-1821 Frații Serapion („Serapions-Brüder”) (4 vol.)
- 1820 Domnișoara de Scudery („Das Fräulein von Scuderi”), nuvelă
- 1820-1822 Părerile despre viață ale motanului Murr („Lebensansichten des Katers Murr”)
- 1821 Cavalerul Gluck („Ritter Gluck”)
- 1822 Meșterul Purece („Meister Floh ”)
- 1822 Fereastra din colț a vărului meu („Des Vetters Eckfenster“).

## Opera muzicală
- Opera Dragoste și gelozie, după o piesă de Pedro Calderón
- 1808 Legământul solemn
- Cinci sonate pentru pian
- 1813 – 1814 Opera Undine pe un libret de La Motte Fouqué, reprezentată în premieră în 1816, la Berlin

### Ediții ale operelor în limba română
- Elixirele diavolului. Roman, București : Minerva 1970.
- O mireasă la loterie. Nuvelă fantastică, Iași : Agora 1992.
- Părerile despre viață ale motanului Murr, București : Univers 1985
- Spărgătorul de nuci și regele șoarecilor. Basm, Chișinău : Lit. Artistică 1989.
- Ulciorul de aur, București

### Ediții ale operelor în limba germană
- Werke in drei Bänden, Berlin und Weimar : Aufbau-Verlag, 1976.
- Werke, Leipzig 1896.
- Gesammelte Schriften, 11 vol., Berlin 1845.

## Studii
- George Călinescu:Metafizica burlescă a lui E. T. A. Hoffmann, în: Scriitori străini, București, 1967, pp. 458-491.
- Albert Meier: Fremdenloge und Wirtstafel. Zur poetischen Funktion des Realitätsschocks in E.T.A. Hoffmahns Fantasiestück Don Juan, în Zeitschrift fur Deutsche Philologie, vol. 111, nr. 4 (1992), pp. 516-531.

## Vezi și
- Științifico-fantasticul în Germania